# Sylwester Czaplicki
Sylwester Czaplicki (ur. 4 stycznia 1925 w Bartołdach, zm. 20 maja 2016 w Warszawie) – polski lekarz, profesor doktor habilitowany nauk medycznych, pułkownik Wojska Polskiego.

## Życiorys
Absolwent Wydziału Lekarskiego Uniwersytetu Warszawskiego, 1950
Specjalizacja st.II: choroby wewnętrzne, 1955
Specjalizacja  st.II: kardiologia, 1960, doktor nauk medycznych - 1961; doktor habilitowany - 1968; profesor nadzwyczajny - 1974; profesor zwyczajny - 1980.
Związany z Centralnym Szpitalem Klinicznym MON od roku 1951, jako asystent, następnie st. asystent Oddziału Chorób Wewnętrznych. W latach 1958–1964 adiunkt Kliniki Chorób Wewnętrznych, od 1958 r. ordynator III Kliniki Medycyny Wewnętrznej, a później kierownik Kliniki. W latach 1972–1974 Komendant Instytutu Kształcenia Podyplomowego Wojskowej Akademii Medycznej, 1974-1983 Komendant Centrum Kształcenia Podyplomowego WAM; 1974-1983 przewodniczący Rady Naukowej CKP Wojskowej Akademii Medycznej.
Naczelny Internista Wojska Polskiego od 1984 roku.
Honorowy członek Polskiego Towarzystwa Lekarskiego (1983), sekretarz i przewodniczący Komisji Rewizyjnej Oddziału Warszawskiego Towarzystwa Internistów Polskich, członek Polskiego Towarzystwa Kardiologicznego (1974-1977 przewodniczący Komisji Rewizyjnej Oddziału Warszawskiego), Komisji Patofizjologii Klinicznej Polskiej Akademii Nauk (1971-1983), członek Centralnej Komisji Kwalifikacyjnej ds. Kadr Naukowych oraz Zarządu Głównego PCK (od 1974 roku),  członek Rady Głównej Nauki, Szkolnictwa Wyższego i Techniki (1973-1982), członek Rady Naukowej Wojskowego Instytutu Medycyny Lotniczej (od 1968 roku), członek Rady Naukowej Instytutu Biocybernetyki i Inżynierii Biomedycznej PAN (od 1978 roku).
Członek PZPR (1948-1990), delegat na IX Nadzwyczajny Zjazd PZPR (1981), członek Centralnej Komisji Rewizyjnej PZPR (1981-1986).
W latach 1975–1979 redaktor naczelny dwutygodnika Wiadomości Lekarskie, w 1980 redaktor naczelny Polskiego Tygodnika Lekarskiego, od 1958 członek, a od 1970 przewodniczący komitetu redakcyjnego Lekarza Wojskowego.
Pochowany na cmentarzu Bródnowskim w Warszawie (kwatera 108G-1-25).

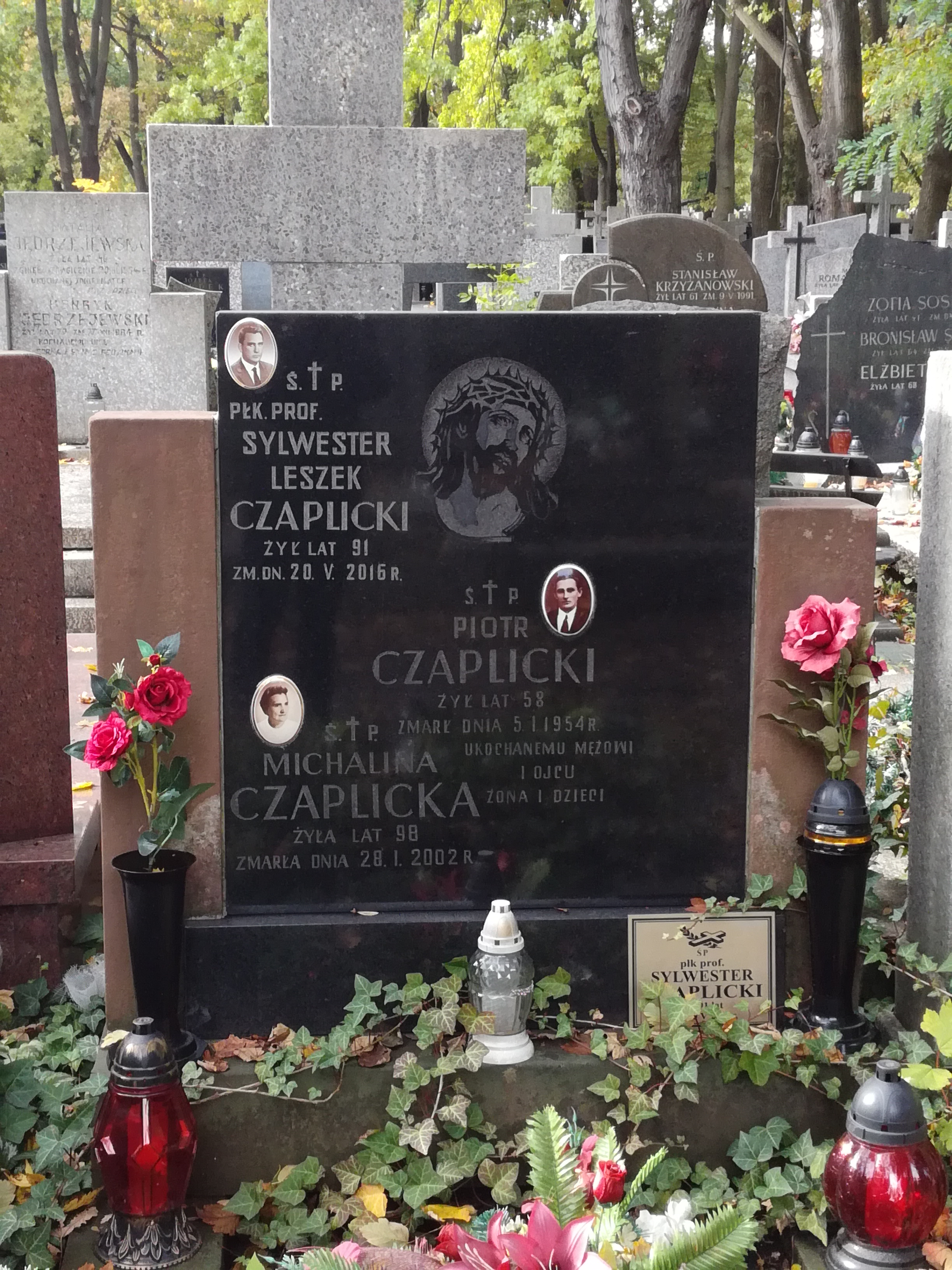
grób płka prof. Sylwestra Czaplickiego na cmentarzu Bródnowskim

## Działalność naukowa, publikacje
- Praca doktorska: „Wartość piezoarteriografii w klinice chorób wewnętrznych", promotor: płk prof. Stanisław Bober, Wojskowa Akademia Medyczna,1961
- Rozprawa habilitacyjna: „Badania nad zastosowaniem radioelektrokardiografii w klinice", Wojskowa Akademia Medyczna, 1968

Autor licznych publikacji naukowych (ponad 150 prac i 8 książek), m.in.: "Diagnostyka elektrokardiograficzna" we współpracy z Wandą Wysznacką-Aleksandrow i Dymitrem Aleksandrowem oraz "Graficzne badanie układu krążenia"  we współpracy z Barbarą i Andrzejem Dąbrowskimi. Zainteresowania naukowe: diagnostyka chorób układu krążenia, głównie choroby wieńcowej - badania graficzne i radioizotopowe.

## Odznaczenia i wyróżnienia
- Krzyż Komandorski Orderu Odrodzenia Polski
- Krzyż Kawalerski Orderu Odrodzenia Polski
- Złoty Krzyż Zasługi
- Złoty Medal „Siły Zbrojne w Służbie Ojczyzny”
- Srebrny Medal Siły Zbrojne w Służbie Ojczyzny
- Brązowy Medal Siły Zbrojne w Służbie Ojczyzny
- Złoty Medal Za zasługi dla obronności kraju
- Medal Komisji Edukacji Narodowej
- Medal im. Ludwika Waryńskiego (1988)[1]
- Złota Honorowa Odznaka PCK I stopnia
- Odznaka tytułu honorowego „Zasłużony Lekarz PRL”
- Doktor honoris causa Wojskowej Akademii Medycznej (1998)